# ویلند اشمیت
ویلند اشمیت (انگلیسی: Wieland Schmidt؛ زادهٔ ۲۳ دسامبر ۱۹۵۳) بازیکن هندبال اهل آلمان بود.